# Schieder-Schwalenberg
Schieder-Schwalenberg là một thị xã ở huyện Lippe, trong Nordrhein-Westfalen, Đức. Đô thị này tọa lạc khoảng 20 km về phía đông của Detmold.
Thị xã có 8 làng được lập thành một thị xã vào năm 1970, đó là Schieder, Brakelsiek, Schwalenberg, Lothe, Ruensiek, Wöbbel, Siekholz và Kreienberg.